# 世にも奇妙な物語 秋の特別編 (1999年)
『世にも奇妙な物語 秋の特別編』（よにもきみょうなものがたり あきのとくべつへん）は、1999年9月27日（月曜）21:00 - 23:18（JST）にフジテレビで放送された『世にも奇妙な物語』の特別編。

## モザイク

### キャスト
- 中原早紀 - 江角マキコ
- 小林元 - 八嶋智人
- 田中誠一 - 長谷川朝晴
- 高橋浩二 - 宮藤官九郎
- 大淵老人 - 下川辰平
- 市川勇
- 伊藤正之
- 山中篤
- 中村修三
- 松尾祥司
- 草野由紀子
- 辰巳桂太
- 金子伸哉
- 翁和輝
- 松田麻子
- 佐戸井けん太

### スタッフ
- 脚本 - 鈴木勝秀
- 演出 - 土方政人

## マニュアル警察

### キャスト
- 只野一郎 - 玉置浩二
- 刑事 - 近藤芳正、高杉亘
- 受付 - 浅野和之、秋山菜津子、山口もえ、大石継太
- バーガーショップマネージャー - 六角慎司
- 只野かおる - 西田薫
- 捜査員 - うな加藤（プリンプリン）、田中章（プリンプリン）、貴山侑哉
- バーガーショップアルバイト - 河合ふゆみ
- タレコミ屋の男 - 横山あきお
- 警部 - 石田太郎

### スタッフ
- 原作 - 東野圭吾「マニュアル警察」（『毒笑小説』所収 / 集英社）
- 脚本 - 秦建日子
- 演出 - 村上正典

### 備考
- 東野の作品は、この後、2003年春の特別編（「超税金対策殺人事件」）、2010年秋の特別編「殺意取扱説明書」でも映像化されている。また2010年に放送された「殺意取扱説明書」は同じく『毒笑小説』に収められている。

## 逆男

### キャスト
- 志村信二 - 田中直樹（ココリコ）
- 札辻メグミ - 奥貫薫
- 伊藤高史
- 渡辺寛二
- 妹尾正文
- 坂俊一
- 朱源実
- 中島陽子
- 春香
- 久保晶
- 田口主将
- まいど豊
- 吉満涼太
- 上福更記
- 大久保運
- 中嶋明子
- 渋谷亜希
- 根岸朗
- 辻麻衣
- 勝部演之

### スタッフ
- 脚本 - 越智真人
- 演出 - 小椋久雄

## 私は、女優

### キャスト
- 美里茜 - 菅野美穂
- 隆之 - 中村俊介
- 京晋佑
- 田中要次
- 児玉頼信
- 棚橋ナッツ
- 谷藤太
- 西中節也
- 喜多道枝
- 深浦加奈子
- 大杉漣

### スタッフ
- 脚本・演出 - 落合正幸

## 和服の少女

### キャスト
- 篠原隆一 - 保坂尚希
- 佐々木裕見子 - 浅香唯
- 円城寺あや
- 菊池均也
- 菅野莉央
- 須永慶
- 山崎海童
- 沼田悠
- 明樹由佳
- 谷藤太
- 宇野佑
- 加世幸市
- 長棟嘉道
- 堀口たかよし
- 鎌田直
- 平田美穂
- 仲根紗央莉

### スタッフ
- 脚本 - 高山直也
- 演出 - 河野圭太